# Gmina Lubniewice
Die Gmina Lubniewice ist eine Stadt-und-Land-Gemeinde im Powiat Sulęciński der Woiwodschaft Lebus in Polen. Ihr Sitz ist die gleichnamige Stadt  (deutsch Königswalde) mit etwa 2000 Einwohnern.

## Geographie
Die Gemeinde liegt in der Neumark inmitten der Lebuser Seenplatte. Zu den Gewässern gehören die Seen Lubniewsko (2,41 km²), Lubiąż (Lübbenssee, 1,46 km²) und der Krajnik (Kranichsee) (0,39 km²). Unter Naturschutz gestellt sind das Moorreservat „Janie“ und das Gebiet „Uroczysko (reizender) Lubniewsko“. 
Die Landesstraßen DK22 und DK24 verlaufen entlang der Nordgrenze der Gemeinde. Die DK22 führt nach Kostrzyn nad Odrą (Küstrin) im Westen und zur Woiwodschaftshauptstadt Gorzów Wielkopolski (Landsberg an der Warthe) im Norden. 

## Gliederung
Zur Stadt-und-Land-Gemeinde Lubniewice gehören neben der Stadt selbst drei Dörfer (deutsche Namen bis 1945) mit Schulzenämtern:
- Glisno (Gleißen)
- Jarnatów (Arensdorf)
- Rogi (Sophienwalde)

Weitere Ortschaften sind:
- Osieczyce (Posersfelde)
- Rybakówko
- Sobieraj (Theuer)
- Wałdowice (Waldowstrenk)
- Zofiówka (Sophienwalde)

## Persönlichkeiten
- Ernst Karl Rudolf von Kalckreuth (1745–1813), preußischer Generalmajor, Kommandant von Schweidnitz; geboren in Arensdorf.